# 利西昌斯克戰役
利西昌斯克战役是2022年俄罗斯入侵乌克兰期间乌克兰东部攻势顿巴斯战役中的一场军事交战。 截至2022年5月，利西昌斯克及其双子城北顿涅茨克成为卢甘斯克州唯二不受俄罗斯控制的较大城市。 俄罗斯军队于5月对北顿涅茨克发动了进攻，在那里发生了激烈的战斗，直到6月底乌克兰军队撤出该市。 随后战斗继续，俄罗斯军队开始越过顿涅茨河进攻利西昌斯克。
俄罗斯和卢甘斯克人民共和国（LPR）宣布，他们的部队已于7月2日至3日占领了利西昌斯克，尽管乌克兰最初否认占领该市。但在7月3日，乌克兰总参谋部承认，他们的部队已经撤出该市，“以拯救乌克兰守军的生命”。
利西昌斯克是卢甘斯克州最后一个被占领的乌克兰据点，之后俄罗斯声称完全控制了卢甘斯克州。

## 背景

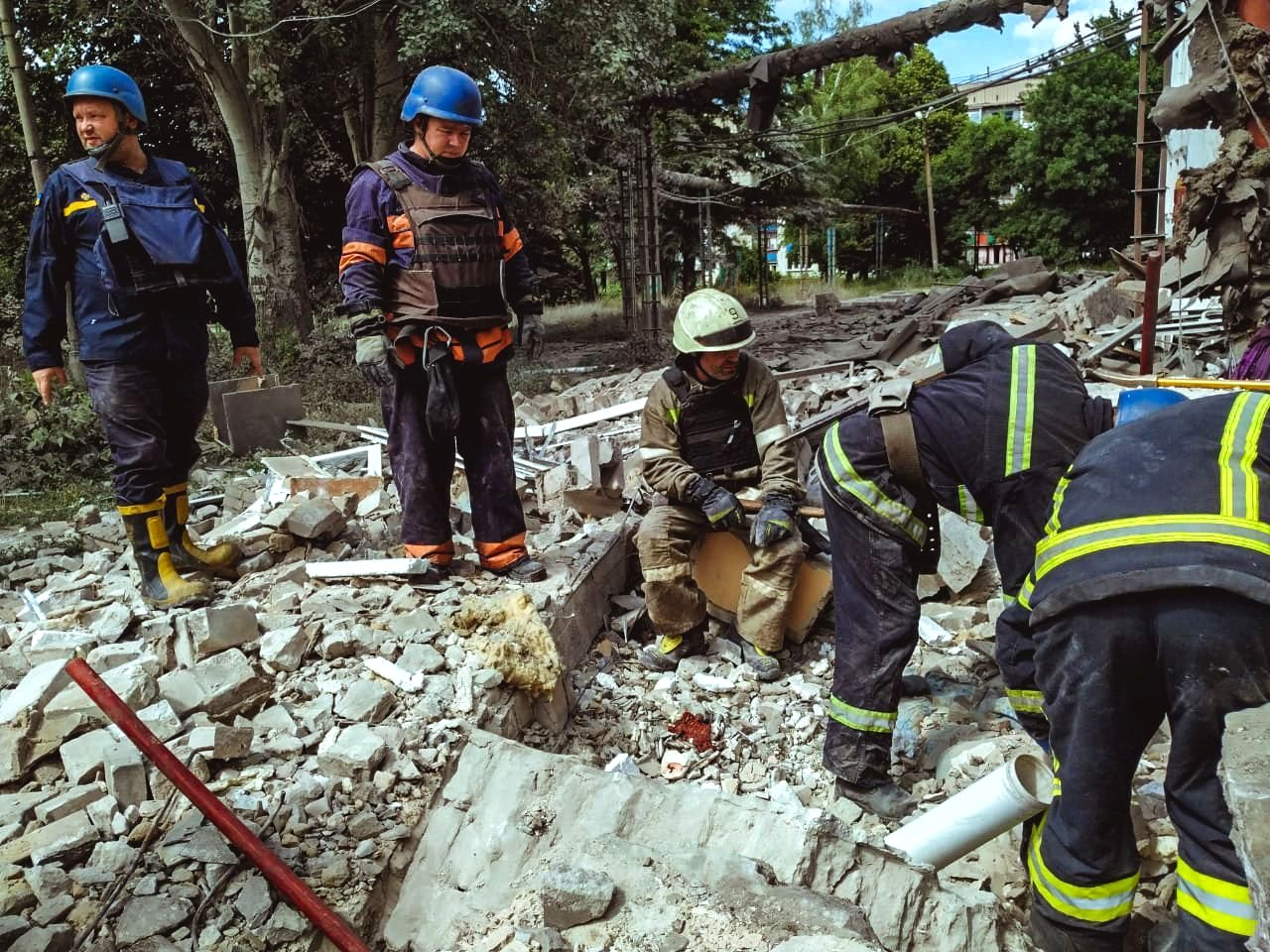
2022年6月16日，俄罗斯空袭利西昌斯克后现场的急救人员

北顿涅茨克和利西昌斯克这两个城市沿顿涅茨河隔岸相望。山顶城市利西昌斯克位于顿涅茨河西岸，为乌克兰守军提供了高地。 2022年4月11日，俄罗斯军队用重炮炮击了利西昌斯克，摧毁了四所房屋，造成一人死亡，另有三人受伤。 到5月10日，利西昌斯克和北顿涅茨克已成为整个卢甘斯克州仅存的乌克兰据点。 在北顿涅茨克战役中，连接这两座城市的三座桥梁被摧毁，为乌克兰守军提供了更好的防御位置，以抵御俄罗斯在河对岸的进攻。
6月23日，俄罗斯在南部完全突破，赢得了托什基夫卡战役并在利西昌斯克以南取得重大进展。6月22日，俄罗斯军队攻占了洛斯库蒂夫卡、米尔纳多利纳、拉伊-亚历山德里夫卡和皮德林斯耶。23日，俄罗斯军队包围了希尔斯凯和佐洛特，并在第二天声称已经完全占领了这两个城镇。 25日，俄罗斯军队占领北顿涅茨克。随着俄罗斯在南部的突破和在北顿涅茨克的胜利，俄罗斯注意力转移到了利西昌斯克。

## 经过
北顿涅茨克克沦陷后，利西昌斯克成为乌克兰控制下的卢甘斯克州最后一个主要城市。亲俄分离主义者卢甘斯克人民共和国（LPR）的军事部队与俄罗斯步兵并肩作战，并得到俄罗斯炮火和空袭的支持。乌克兰国民警卫队第4快速反应旅强调，利西昌斯克的防御阵地比北顿涅茨克的防御阵地更具防御能力。
6月25日，俄罗斯和分离主义部队开始从南部进入利西昌斯克，并于同一天抵达该市郊区的一个矿场和一家明胶厂。根据战争研究所（ISW）的说法，美国国家航空航天局的资源管理系统火灾信息也显示了明胶工厂的“热异常”，证实了那里的军事活动报告。 6月26日，塔斯社报道称，俄罗斯和分离主义势力已从五个方向进入该市，并正在切断乌克兰各部队的联系，但该报道当时无法独立核实。乌克兰总参谋部表示，俄罗斯的密集空袭和炮击旨在切断利西昌斯克与南部的联系，但没有提及分离主义分子进入该市。已下令疏散平民，一名在波克罗夫斯克接受采访的逃离平民称利西昌斯克的局势“令人恐怖”。
6月27日，美国有线电视新闻网报道称，随着俄罗斯军队在利西昌斯克取得进展，利西昌斯克的平民被敦促立即离开。据报道，该市民众拍摄的视频片段表明，一些平民不愿离开自己的家园，愿意留下来，无论谁控制了这座城市。乌克兰利西昌斯克军事管理局表示，仍有1万至1.5万人滞留，每天只有约50人撤离。与此同时，卢甘斯克人民共和国军官声称，他们已经切断了乌克兰军队从该市的两条撤离路线。 俄罗斯军队进入了位于市中心西南约10公里处上卡姆揚卡的利西昌斯克炼油厂，并巩固了他们的阵地，包括设立了炮兵哨所。
6月28日，卢甘斯克人民共和国驻俄罗斯大使罗迪恩·米罗什尼克声称，利西昌斯克的乌克兰军队已开始撤出该市。战争研究所理论上认为，他们正在向塞维尔斯克、克拉马托尔斯克和斯拉维扬斯克更具防御能力的阵地进行战斗撤退。
6月29日，乌克兰卢甘斯克州州长谢尔盖·盖达伊表示，俄罗斯部队已进入利西昌斯克郊区，但否认市中心发生冲突，驳斥了俄罗斯宣传等说法。他补充说，这座城市正受到来自多个方向的袭击。据报道，乌克兰苏-25和苏-24战斗轰炸机苏在利西昌斯克地区进行了“多达10次空袭”，袭击了俄罗斯和卢甘斯克人民军后勤中心、燃料库和装甲战车。乌克兰总参谋部表示，俄罗斯对利西昌斯克炼油厂进行了空袭，据报道，该炼油厂正在进行地面交战。

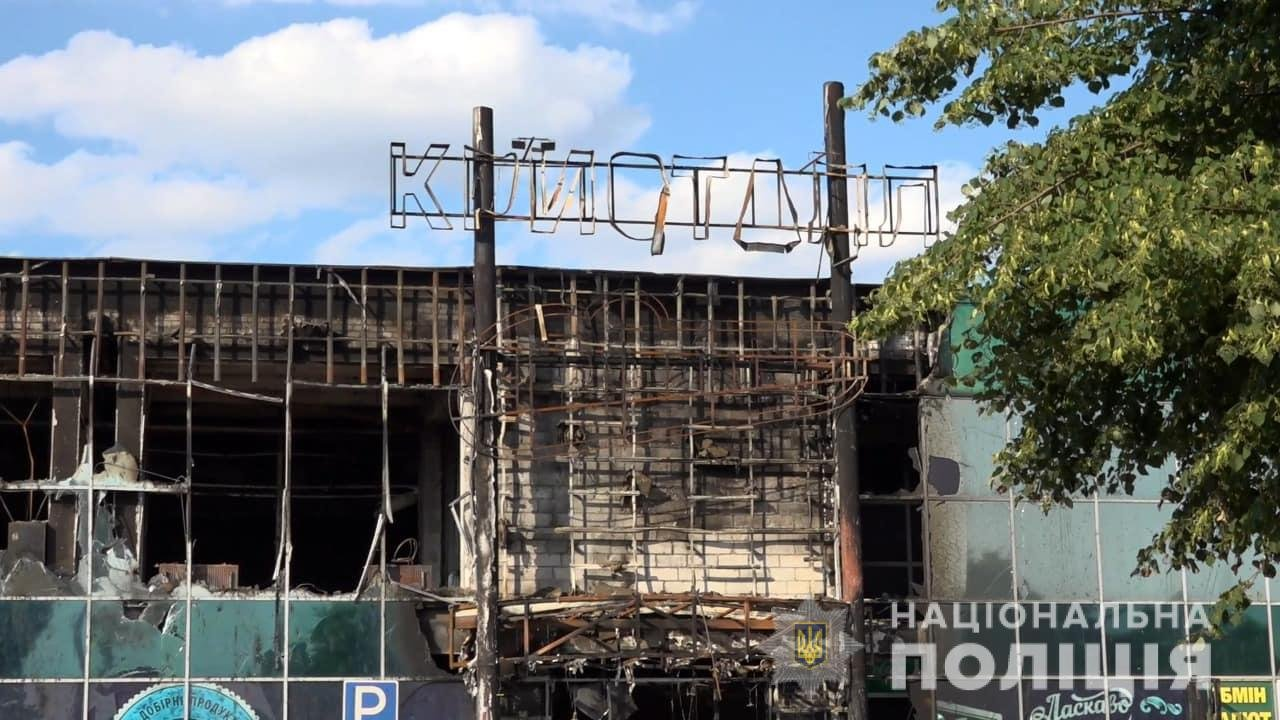
6月30日，利西昌斯克的克里斯托尔购物中心废墟

6月30日，谢尔盖·盖达伊表示，该市郊区进入“战斗高峰”，俄罗斯“不断”炮击，并多次发动地面袭击。英国国防部在其每日情报公报中表示，冲突很可能集中在炼油厂周围，乌克兰在市中心的部队正在坚守阵地。乌克兰总参谋部表示，俄罗斯人在炼油厂地区的袭击中取得了“部分成功”，并控制了工厂的东南部和西北部。俄罗斯对炼油厂东北部托波利夫卡托波利夫卡村、沃夫乔亚里夫卡和小梁贊采韋镇的袭击“部分成功”；托波利夫卡到利西昌斯克的公路被俄罗斯的炮火控制。天空新闻的一篇报道强调了俄罗斯对利西昌斯克的“令人震惊的滥杀滥伤”炮击，并描述了该市的地面情况。记者亚历克斯·克劳福德称这座城市“面目全非”，并援引当地一名警察的话报道称，该市60%的地区已成为废墟。“第24旅第46营”在一个隐蔽的掩体内保卫了利西昌斯克炼油厂，进行了顽强的抵抗。由于城市补给中断，留在城市的平民不得不从附近的湖泊取水，并等待援助经销商的食品包裹。克劳福德采访的一些平民将他们的处境归咎于乌克兰和西方政府，而不是俄罗斯，这反映出该地区“并非微不足道”的亲俄分裂情绪。
卢甘斯克人民共和国罗迪恩·米罗什尼在Telegram中表示，利西昌斯克正受到来自四个方向的袭击，并声称俄罗斯部队在顿涅茨河右岸建立了一个“宽阔的桥头堡”，并已抵达利西昌斯克直升机场。“从那里，他们以相当宽的锋面向西南方向向市中心移动。”这些说法当时没有得到独立证实。
截至7月1日，俄罗斯国防部表示，其部队已经占领了该市郊区的矿山和明胶厂，以及西北部的普里维利亚，作为包围的一部分，同时继续试图切断利西昌斯克至巴赫穆特高速公路。俄罗斯人声称，乌克兰人在该地区遭受了越来越多的逃兵和重大损失，其中一天内有120多名士兵在一个村庄丧生。

### 陷落

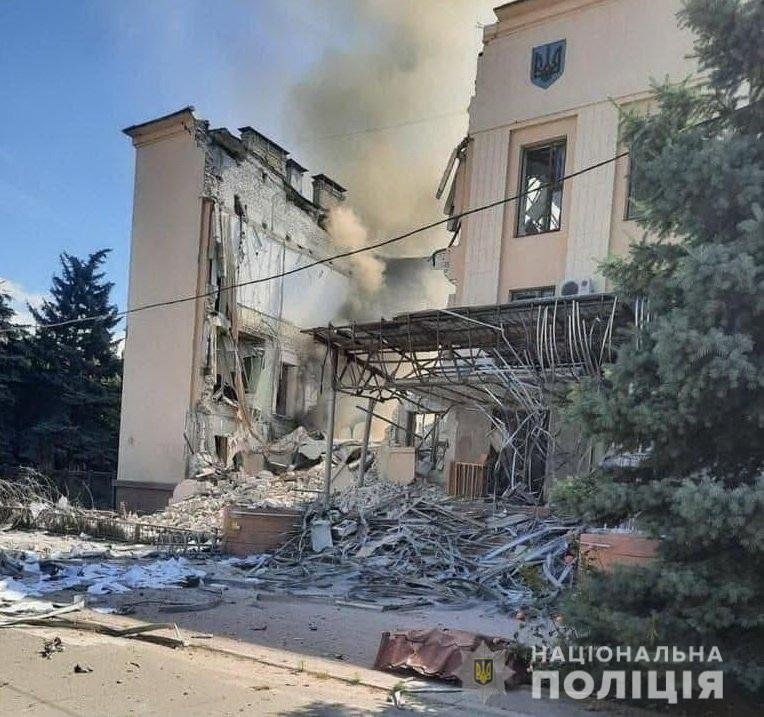
2022年7月1日，利西昌斯克市议会大楼受损

7月2日，州长谢尔盖·盖达伊再次注意到对利西昌斯克的持续“高密度”炮击，但试图强调俄罗斯在上卡姆揚卡和明胶厂方向的两次进攻被击退。俄罗斯支持的分离主义分子声称，在占领了“最后的战略高地”后，他们已经完成了对该市的包围，而乌克兰国民警卫队表示，激烈的冲突仍在继续，但该市“没有被包围”。随后，据报道，俄罗斯军队已抵达利西昌斯克市中心。
7月2日晚些时候，分离主义者宣布他们的部队已经占领了这座城市， ISW也证实了这一点，称此次攻占可能发生在乌克兰军队撤离之后。ISW称乌克兰否认占领该市是“过时或错误的”。报道这场战争的国防博主罗伯特·李在推特上发布了车臣士兵在利西昌斯克行政大楼外的视频。亲俄消息人士还在推特上发布了一段苏联胜利旗在同一建筑废墟中的视频，还有一段居民在该市“阵亡士兵纪念馆”放置苏联国旗的视频，进一步证实了俄罗斯的被俘说法。
7月3日，乌克兰总统弗拉基米尔·泽连斯基的顾问奥列克西·阿雷斯托维奇承认，利西昌斯克有被俄罗斯人占领的危险。卢甘斯克州长谢尔盖·盖达伊表示，这座城市遭到了“令人费解的残酷战术”的袭击，俄罗斯人在损失中“顽强前进”。俄罗斯国防部长谢尔盖·绍伊古通知总统弗拉基米尔·普京，俄罗斯和卢甘斯克人民军已经完全控制了这座城市，卢甘斯克人民共和国表示正在“清除乌克兰民族主义者”。观察人士指出，利西昌斯克的沦陷意味着俄罗斯已经实现了夺取整个卢甘斯克州的战略目标，这是其夺取整个顿巴斯的更大目标的一部分。
7月3日晚些时候，乌克兰总参谋部证实，他们的部队已从利西昌斯克撤出，然而，泽连斯基总统否认该市已被完全占领，他说：“……我们不能肯定地说利西昌斯克处于（俄罗斯）控制之下。利西昌斯基郊区的战斗正在激烈进行。”

## 战后
利西昌斯克沦陷后，俄罗斯宣布完全控制整个卢甘斯克州，总统弗拉基米尔·普京下令暂缓在该战线作战战士的战斗。然而，卢甘斯克州长谢尔盖·盖达伊否认该省全境已被攻占，并表示在通往西弗斯克的路上，利西昌斯克西郊的村镇仍在发生冲突。
9月10日，谢尔盖·盖达伊声称，乌克兰军队在反攻中挺进利西昌斯克郊区，以解放该市。
，尽管这一点没有得到证实。 然而，乌克兰和ISW声称乌克兰控制了比洛霍里夫卡， 并引发第二次比洛霍里夫卡战役。

## 伤亡
截至5月25日，对利西昌斯克的战斗和炮击已造成150名平民死亡。
6月27日，俄罗斯对一条水渠袭击造成至少8名平民死亡，42人受伤。卢甘斯克州州长谢尔盖·盖达伊表示，大量在袭击中受伤的人不得不接受手术，失去了四肢。他还报告说，这次袭击是用集束炸弹实施的，国际法禁止使用集束炸弹（尽管俄罗斯和乌克兰都不是《集束弹药公约》的缔约国）。据盖达伊称，俄罗斯人被指控在利西昌斯克附近使用的另一种违禁武器是杀伤人员地雷。这些说法当时没有得到独立的证实。
截至6月28日，利西昌斯克仍有15000名平民。入侵之前有9.5万人居住在这座城市。

## 分析
BBC防务记者乔纳森·比尔观察到，乌克兰守军最初希望利西昌斯克提供的地理高地能提供天然的强大防御，但俄罗斯从南部、北部和东部对该市的包围，以及战术层面的优势火力，促使乌克兰军队在完全包围之前撤离。比尔还指出，乌克兰官员在7月3日对该市的战斗“异常沉默”，可能出于行动安全原因不想广播任何战术撤退。